# Бахайство
Бахайството, наричано от последователите си бахайска вяра, а понякога (и според бахаите погрешно) бахаизъм, e религиозно учение. Основано е през 19 век в района на днешен Иран от персиеца Бахаулла. Изповядващите това учение се наричат бахаи и в началото на 21 век наброяват около шест милиона души в над двеста държави по целия свят. Най-много техни представители има в САЩ.
Бахайството изповядва съществуването на един Бог Творец и единството на цялото човечество. Отхвърля троичността на Бога в християнството. Според бахайството религиозната история на човечеството е еволюиращ образователен процес. То получава знания посредством пратеници, наричани „Проявления на Бога“. Според бахаите Бахаулла (в превод — Славата Божия) е най-скорошният, най-прогресивният, но не и последният от Божиите пратеници. Той се обявява за дългоочакван учител на всички народи, предречен в християнството като човешкия син, идещ в Славата на Отца, и в исляма като Каем ("този, който ще се надигне"), в хиндуизма като ново превъплъщение на Кришна, в будизма като Маитрея Буда (Буда на всеобщата справедливост) и в други религии. Твърди, че е дошло времето и Бог ни дава ново откровение за обединението на света, равенството на хората и изграждането на епоха на вечен мир и справедливост.
Свещените за бахаите места се намират на хълма Кармел в град Хайфа и имението Бахджи близо до град Акра в Израел. Там са положени мощите на Баб и Бахаулла. Молитвени домове на бахаите са изградени по един на всеки континент. В техните храмове се четат и пеят само молитви.
В средата на XIX век бахайството започва да се разпространява бързо в Персия, особено сред висшата класа от персийски произход. Управляващата тюркска Каджарска династия съзира опасността и предприема жестоки силови мерки. След вдигнатия бунт през 1844 г. бахаите са обкръжени в крепост в планинския масив Елбрус и водачите им са избити с хитрост. Досега бахайството е най-гонената религия в шиитския Иран.
Потомците на Бахаулла (Абдул Баха и Шоги Ефенди), както и последователите му разпространяват ученията на бахайството, което през ХХ век става световна религия. От 1963 г. делата на общността се ръководят от Световния дом на справедливостта — колективно управително тяло, избирано на всеки пет години от националните съвети на бахаите по света. Известни бахаи са швейцарският учен Огюст Форел и румънската кралица Мария, чийто дворец е в Балчик.